# Baga de les Basses

La Baga de les Basses, respecte del terme de Castellcir

La Baga de les Basses és una obaga a cavall dels termes municipals de Castellcir i Castellterçol, a la comarca del Moianès.
És a l'extrem sud-oest del terme de Castellcir, i al nord-est del de Castellterçol, a ponent de la masia de la Serradora. És al nord del Camp Gran de la Serradora, a llevant del Camp de les Pereres, a l'esquerra del torrent Mal i a migdia de l'extrem de ponent del Serrat del Verdeguer.